# Август Деллінг
Август Деллінг (нім. August Delling; 19 жовтня 1895, Фоенштраус — 17 червня 1962, Баттенберг) — німецький льотчик-ас, лейтенант Баварської армії.

## Біографія
2 серпня 1914 року розпочав службу в 3-му королівському баварському полку польової артилерії. У вересні 1914 року отримав звання унтерофіцера у 1-му дивізіоні 6-го польового артилерійського полку. 1 вересня 1916 року отримав звання лейтенанта в 1-му дивізіоні 3-го польового артилерійського полку.
25 червня 1917 року перейшов в авіацію. 16 березня 1918 року закінчив училище 11-ї винищувальної ескадрильї у Фюрті і був направлений в баварську 34-ту винищувальну ескадрилью. У квітні 1918 року літав на винищувачі Albatros D.Va №4483/17. 3 серпня 1918 року залишив ескадрилью через хворобу. Пізніше працював інструктором у баварському 2-му льотному запасному дивізіоні. Всього за час бойових дій здобув 5 перемог, ще одна залишилась непідтвредженою і була зарахована зенітній артилерії.
Після війни був директором фірми «Гюке унд Бурен».

## Нагороди
- Залізний хрест 2-го і 1-го класу
- Орден «За військові заслуги» (Баварія) 4-го класу з мечами
- Почесний хрест ветерана війни з мечами